# Міждуріченськ
Міждурі́ченськ (рос. Междуреченск) — місто, центр Міждуріченського міського округу Кемеровської області, Росія.

## Географія
Міждуріченськ розташований на південному сході Кемеровської області, за 312 км на південний схід від міста Кемерово та за 60 км на схід від Новокузнецька, у місці впадіння річки Уса в річку Том.
Місто розташоване в середньому на висоті 240 м вище за рівень моря.
У Міждуріченську розташована залізнична станція «Міждуріченськ-Пасажирський» на лінії Тайшет—Новокузнецьк.

### Часовий пояс
Міждуріченськ перебуває в часовій зоні Омського часу Російської Федерації та має годинникове зміщення +7:00 відносно міжнародного часового формату UTC, а також +3:00 відносно Московського часу та позначається в Росії MSK+3.
До 28 березня 2010 року, коли в Росії відбулось скорочення кількості часових поясів, Міждуріченськ мав різницю із Москвою 4 години.

## Історія
На початку ХХ століття південну частину Кузбасу досліджував українець родом із Кам'янця-Подільського Василь Яворський. У роки німецько-радянської війни у зв'язку з окупацією Донбасу військами нацистської Німеччини було потрібно різко збільшити видобуток вугілля, тому в 1943 році в регіоні були розгорнуті великі пошукові роботи трестом «Кузбасвуглегеологія».
27 березня 1948 року з міста Сталінська (нині — Новокузнецька) було відправлено першу групу з 27 ув'язнених. Ув'язнені, загальна кількість яких мала складати близько 6,5 тис. осіб, мали побудувати табір та шахту зі збагачувальною фабрикою. У 1952 році було створено Томське будівельне управління, після чого почалась планова забудова міста навпроти селища.
23 червня 1955 року відбулось перетворення селища Ольжерас у місто Міждуріченськ.
1989 року в Міждуріченську відбувся перший значний страйк шахтарів у СРСР.

## Населення
Населення — 101678 осіб (2010; 101987 у 2002).